# Spanish Harlem (lied)
"Spanish Harlem" is een nummer van de Amerikaanse zanger Ben E. King. Het nummer werd uitgebracht op zijn gelijknamige debuutalbum uit 1961. In december 1960 werd het nummer uitgebracht als de eerste single van het album. In 1971 bracht Aretha Franklin een cover uit op haar verzamelalbum Aretha's Greatest Hits, die op 9 juli van dat jaar verscheen als single.

## Achtergrond
"Spanish Harlem" is geschreven door Jerry Leiber en Phil Spector en geproduceerd door Leiber en Mike Stoller. Volgens Leiber heeft Stoller het nummer gearrangeerd en zou hij ook de instrumentale intro hebben geschreven, alhoewel hij hiervoor geen co-auteurschap ontving. Stoller zei hierop dat hij deze had geschreven toen hij op de piano iets aan het proberen was toen het nummer werd gepresenteerd aan Ahmet Ertegün en Jerry Wexler, eigenaren van Atlantic Records, terwijl Spector als gitarist en Leiber als zanger optraden.
King bracht "Spanish Harlem" oorspronkelijk uit als de B-kant van "First Taste of Love", maar later werden de twee omgedraaid. Het was zijn eerste hit nadat hij The Drifters had verlaten. Het werd een hit in de Verenigde Staten, waar het de tiende plaats in de Billboard Hot 100 en de vijftiende plaats in de R&B-lijsten haalde. In het Verenigd Koninkrijk werd het nummer in 1987 opnieuw uitgebracht, in navolging van de heruitgave van "Stand by Me", dat een nummer 1-hit werd. Het nummer kwam tot plaats 92 in de UK Singles Chart. Het tijdschrift Rolling Stone zette het nummer op plaats 358 in hun lijst The 500 Greatest Songs of All Time.
In 1971 werd "Spanish Harlem" gecoverd door Aretha Franklin. Zij bracht het uit als een van de drie nieuwe tracks op haar verzamelalbum Aretha's Greatest Hits, naast covers van "Bridge over Troubled Water" en "You're All I Need to Get By". Zij veranderde de tekst ietwat: "A red rose up in Spanish Harlem" werd gewijzigd in "There's a rose in Black 'n Spanish Harlem". Dr. John is de toetsenist op het nummer, terwijl Bernard Purdie als drummer en Chuck Rainey als basgitarist te horen zijn. Haar versie bereikte in de Verenigde Staten de eerste plaats in de soullijsten en de tweede plaats in de Billboard Hot 100. In Nederland kwam de single tot de tweede plaats in de Top 40 en de eerste plaats in de Daverende Dertig, terwijl in Vlaanderen de vierde plaats in de voorloper van de Ultratop 50 werd gehaald.
"Spanish Harlem" is in 1962 eveneens gecoverd door Cliff Richard, die het op zijn album 32 Minutes and 17 Seconds with Cliff Richard zette. Ook nam hij een Duitse versie op onder de titel "Das ist die Frage aller Fragen", waarvan de vertaalde tekst werd geschreven door Carl Ulrich Blecher. Deze versie werd in 1963 een nummer 1-hit in Duitsland en Oostenrijk, en kwam in 1965 in Zwitserland ook op de eerste plaats terecht. In 1971 werd het tevens uitgebracht door Laura Nyro op haar coveralbum Gonna Take a Miracle in een versie waarop de leden van Labelle als achtergrondzangeressen te horen zijn. In Nederland werd het in 1985 gecoverd door The Cats op hun album Flyin' High.

## Hitnoteringen
Alle hitnoteringen zijn behaald door de versie van Aretha Franklin.

### Nederlandse Top 40
| Hitnotering: 16-10-1971 t/m 11-12-1971 | Hitnotering: 16-10-1971 t/m 11-12-1971 | Hitnotering: 16-10-1971 t/m 11-12-1971 | Hitnotering: 16-10-1971 t/m 11-12-1971 | Hitnotering: 16-10-1971 t/m 11-12-1971 | Hitnotering: 16-10-1971 t/m 11-12-1971 | Hitnotering: 16-10-1971 t/m 11-12-1971 | Hitnotering: 16-10-1971 t/m 11-12-1971 | Hitnotering: 16-10-1971 t/m 11-12-1971 | Hitnotering: 16-10-1971 t/m 11-12-1971 | Hitnotering: 16-10-1971 t/m 11-12-1971 |
| Week                                   | 1                                      | 2                                      | 3                                      | 4                                      | 5                                      | 6                                      | 7                                      | 8                                      | 9                                      |                                        |
| -------------------------------------- | -------------------------------------- | -------------------------------------- | -------------------------------------- | -------------------------------------- | -------------------------------------- | -------------------------------------- | -------------------------------------- | -------------------------------------- | -------------------------------------- | -------------------------------------- |
| Nummer                                 | 12                                     | 6                                      | 3                                      | 2                                      | 2                                      | 4                                      | 7                                      | 17                                     | 30                                     | uit                                    |

### Daverende Dertig
| Hitnotering: 09-10-1971 t/m 11-12-1971 | Hitnotering: 09-10-1971 t/m 11-12-1971 | Hitnotering: 09-10-1971 t/m 11-12-1971 | Hitnotering: 09-10-1971 t/m 11-12-1971 | Hitnotering: 09-10-1971 t/m 11-12-1971 | Hitnotering: 09-10-1971 t/m 11-12-1971 | Hitnotering: 09-10-1971 t/m 11-12-1971 | Hitnotering: 09-10-1971 t/m 11-12-1971 | Hitnotering: 09-10-1971 t/m 11-12-1971 | Hitnotering: 09-10-1971 t/m 11-12-1971 | Hitnotering: 09-10-1971 t/m 11-12-1971 | Hitnotering: 09-10-1971 t/m 11-12-1971 |
| Week                                   | 1                                      | 2                                      | 3                                      | 4                                      | 5                                      | 6                                      | 7                                      | 8                                      | 9                                      | 10                                     |                                        |
| -------------------------------------- | -------------------------------------- | -------------------------------------- | -------------------------------------- | -------------------------------------- | -------------------------------------- | -------------------------------------- | -------------------------------------- | -------------------------------------- | -------------------------------------- | -------------------------------------- | -------------------------------------- |
| Nummer                                 | 23                                     | 13                                     | 3                                      | 2                                      | 1                                      | 2                                      | 4                                      | 6                                      | 13                                     | 27                                     | uit                                    |

### NPO Radio 2 Top 2000
| Nummer met noteringen in de NPO Radio 2 Top 2000 | '99  | '00  | '01  | '02 | '03  | '04 | '05 | '06  | '07 | '08  | '09  | '10  | '11  |
| ------------------------------------------------ | ---- | ---- | ---- | --- | ---- | --- | --- | ---- | --- | ---- | ---- | ---- | ---- |
| Spanish Harlem                                   | 1299 | 1225 | 1043 | 921 | 1122 | 949 | 876 | 1349 | 955 | 1039 | 1765 | 1253 | 1521 |

1. ↑  Een vetgedrukt getal geeft de hoogste notering aan.
2. ↑  Deze tabel is bijgewerkt tot en met de laatste editie (2024).